# Nagyrákos
Nagyrákos es un pueblo ubicado en el distrito de Körmend, en el condado de Vas, Hungría.

## Superficie
Posee una superficie de 16,11 kilómetros cuadrados.

## Demografía
Hasta 2019 la población era de 243 habitantes, con una densidad de población de 15,08 habitantes por kilómetro cuadrado.